# Ledovitia profunda
Ledovitia profunda is een rondwormensoort uit de familie van de Enchelidiidae. De wetenschappelijke naam van de soort is voor het eerst geldig gepubliceerd in 1930 door Micoletzky.